# Teodoro Waldner
Teodoro Guillermo Waldner (Buenos Aires, 21 de noviembre de 1927-Buenos Aires, 13 de abril de 2014) fue un militar argentino promovido en 1984 al grado de brigadier general. Fue jefe del Estado Mayor General de la Fuerza Aérea (JEMGFA) desde el 14 de diciembre de 1983 hasta el 5 de marzo de 1985. También fue jefe del Estado Mayor Conjunto de las Fuerzas Armadas (JEMCFFAA) desde el 8 de marzo de 1985 hasta el 9 de julio de 1989.

## Familia

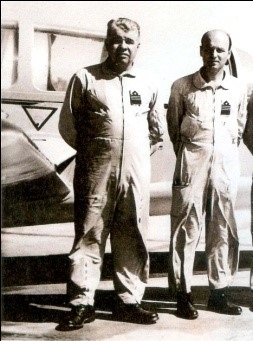
Waldner (izq.) junto a Sigfrido Martín Plessl.

Teodoro Guillermo Waldner estaba casado con Elina Ayala de Waldner, con quien tuvo sus tres hijos: Guillermo, Andrea y Teresita; Quienes le dieron ocho nietos: Emilio, Conrado, Victoria, Mercedes, Michelle, Nigel, Whitney y Megan.

## Carrera aeronáutica
Finalizados sus estudios de educación secundaria, el biografiado ingresó como cadete de la Escuela de Aviación Militar el 26 de febrero de 1948. El 10 de diciembre de 1951 egresó como alférez del escalafón aire, con orden de mérito 25 sobre un total de 99 cadetes egresados de la promoción 17 de la mencionada institución aeronáutica militar. Entre sus compañeros de promoción se destacan los alféreces Augusto Jorge Hughes, quien se desempeñó como Titulares de la Fuerza Aérea Argentina y Sigfrido Martín Plessl que fue Jefe de Personal de la Fuerza Aérea Argentina entre 1981 y 1982.
Entre sus destinos de mayor trascendencia se destaca haber integrado el recientemente creado Grupo de Tareas Canberra en septiembre de 1969. Esta nueva unidad sería la encargada de diez aviones bombarderos Canberra MK-2 y dos Canberra TMK-4 para adiestramiento.
El Grupo de Tareas Canberra tuvo a como primeros miembros a:
- Jefe del Grupo de Tareas Canberra: Vicecomodoro Otto Schaub
- Jefe de Núcleo Operativo: Vicecomodoro Sigfrido Martín Plessl
- Jefe del Grupo Recepción de aviones: Vicecomodoro Guillermo Teodoro Waldner
- Jefe del Núcleo Técnico: Vicecomodoro Héctor R. A. Simonetti
- Jefe Escalón Perú: Mayor Marcelo Bonino
- Jefe de Sección Central: Capitán Ramón Campos

### Durante la guerra de las Malvinas
Durante el mes de abril del año 1982, consumada la recuperación de las Islas Malvinas por parte de Argentina, Waldner viajó a Libia en reiteradas oportunidades para materializar la oferta que el gobernante de ese país, Muamar el Gadafi, había hecho a las Fuerzas Armadas argentinas de facilitarle armamento. Según Teodoro Waldner, el primer viaje hacia el país africano fue más bien protocolar. Pero el 14 de mayo el por aquel entonces brigadier mayor Waldner y otros oficiales de alto rango de la Armada y del Ejército realizan un segundo viaje en el cual se entrevistan con Gadafi y le entregan una carta firmada por el presidente argentino Leopoldo Fortunato Galtieri. De este viaje, Waldner recuerda:

Yo no recuerdo la carta [el contenido]... Pero volvimos con dos Boeing repletos de armamento.

Waldner asegura que Muamar el Gadafi jamás pidió retribución alguna por haber facilitado armamento a las Fuerzas Armadas argentinas.

### Comandante de la Fuerza Aérea Argentina y del Estado Mayor Conjunto
Teodoro Waldner se destacó por ser el primer jefe de la Fuerza Aérea Argentina desde el retorno de la democracia en Argentina el día 10 de diciembre de 1983. El anterior jefe de la aeronáutica, el brigadier general Augusto Jorge Hughes, había pasado a retiro el día lunes 5 de diciembre de 1983. Luego de la asunción del sábado 10 de diciembre de 1983 de Raúl Ricardo Alfonsín a la Presidencia de la Nación Argentina, el miércoles 14 de diciembre de ese mismo año, fue nombrado comandante de la Fuerza Aérea Argentina el brigadier mayor Teodoro Waldner, que inmediatamente fue ascendido al rango de brigadier general.
El día martes 5 de marzo de 1985, fue designado comandante de la Fuerza Aérea Argentina el brigadier Ernesto Crespo, quien fue ascendido inmediatamente a brigadier general. A su vez, Teodoro Guillermo Waldner es designado como jefe del Estado Mayor Conjunto de las Fuerzas Armadas el viernes 8 de marzo de 1985, cargo en el que permanecería hasta su pase a retiro el día martes 11 de julio de 1989.
El aviador militar falleció el 13 de abril de 2014 en la Ciudad de Buenos Aires a los ochenta y seis años.